# Lecteur (université)
Pour les articles homonymes, voir Lecteur.

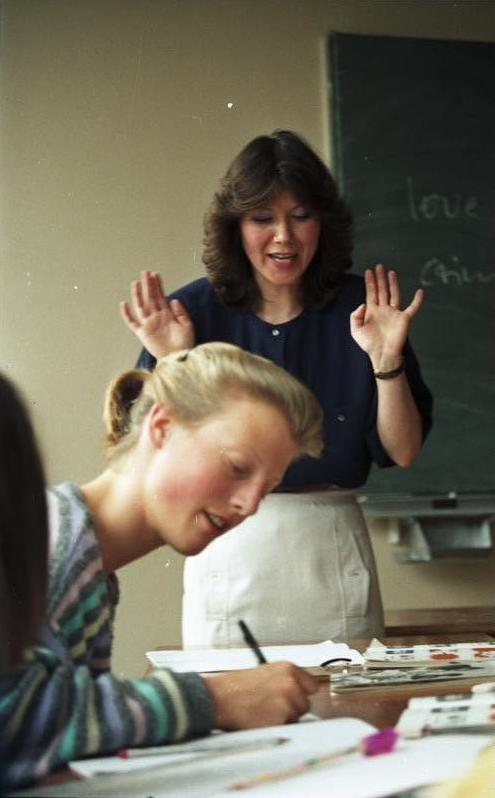
Lecteur.

Un lecteur (anglais : lecturer) est un enseignant assurant des fonctions dans l'enseignement supérieur. Ce titre correspond à des réalités très différentes selon les pays.

## Le lecteur dans le système anglo-saxon
Le titre correspondant à un poste inférieur à celui du tenant d'une chaire dans les universités médiévales mais encore en vigueur dans certaines universités européennes.
Ce titre, employé dans les pays anglo-saxons sous la forme lecturer correspond approximativement au titre de maître de conférences, soit enseignant chercheur en France. Le titre de senior lecturer équivaut à celui de professeur associé.
Au Royaume-Uni, la hiérarchie des emplois universitaires est : teaching fellow (qui n'est pas impliqué dans la recherche) ou lecturer (enseignement et recherche, avec tenure ou sans), senior lecturer ou reader, et professeur.

Aux États-Unis, il y a le lecturer (qui correspond davantage au teaching fellow anglais, car il n'a pas de fonctions de recherche, mais contrairement au teaching fellow anglais, il ne peut pas avoir de tenure), assistant professor ou professeur assistant (équivalent du lecturer anglais avec tenure) et associate professor ou professeur associé (équivalent du reader ou senior lecturer anglais) et full professor. 

## Le lecteur en France
Dans les universités françaises, le titre de lecteur correspond actuellement à un enseignant de langue étrangère ayant un niveau d'études minimum de bac+4 qui enseigne sa langue maternelle, ou dans sa langue maternelle, et qui n'a pas d'obligation de recherche. Ce sont généralement de jeunes enseignants qui sont recrutés pour une période d'un ou deux ans.
Les lecteurs peuvent être proposés par les autorités de leur pays d'origine dans le cadre d'un programme bilatéral d'échanges.

## Le lecteur dans d'autres pays
Dans d'autres pays, notamment en Europe centrale et orientale et particulièrement en Pologne, un lecteur est un enseignant de langue vivante étrangère qui travaille dans tout type d'établissement (enseignement supérieur, école de langue publique ou commerciale, etc.).